# Чорнотисів (станція)
Чорноти́сів (до 1974 року Чорний Ардів) — лінійна вантажно-пасажирська залізнична станція Ужгородської дирекції Львівської залізниці.
Розташована у селі Чорнотисів Виноградівського району Закарпатської області на лінії Королево — Дяково між станціями Королево (12 км) та Дяково (7 км).
Станцію було відкрито 1872 року у складі залізниці Кірагза (Королево) — Шатмарнеметі (Сату-Маре) — Дебрецен. Мала назву Чорний Ардів. Сучасна назва з 1974 року.
Пасажирський рух представлений однією парою дизель-поїздів, рух потягів далекого сполучення відсутній.